# Arje Gamli’el

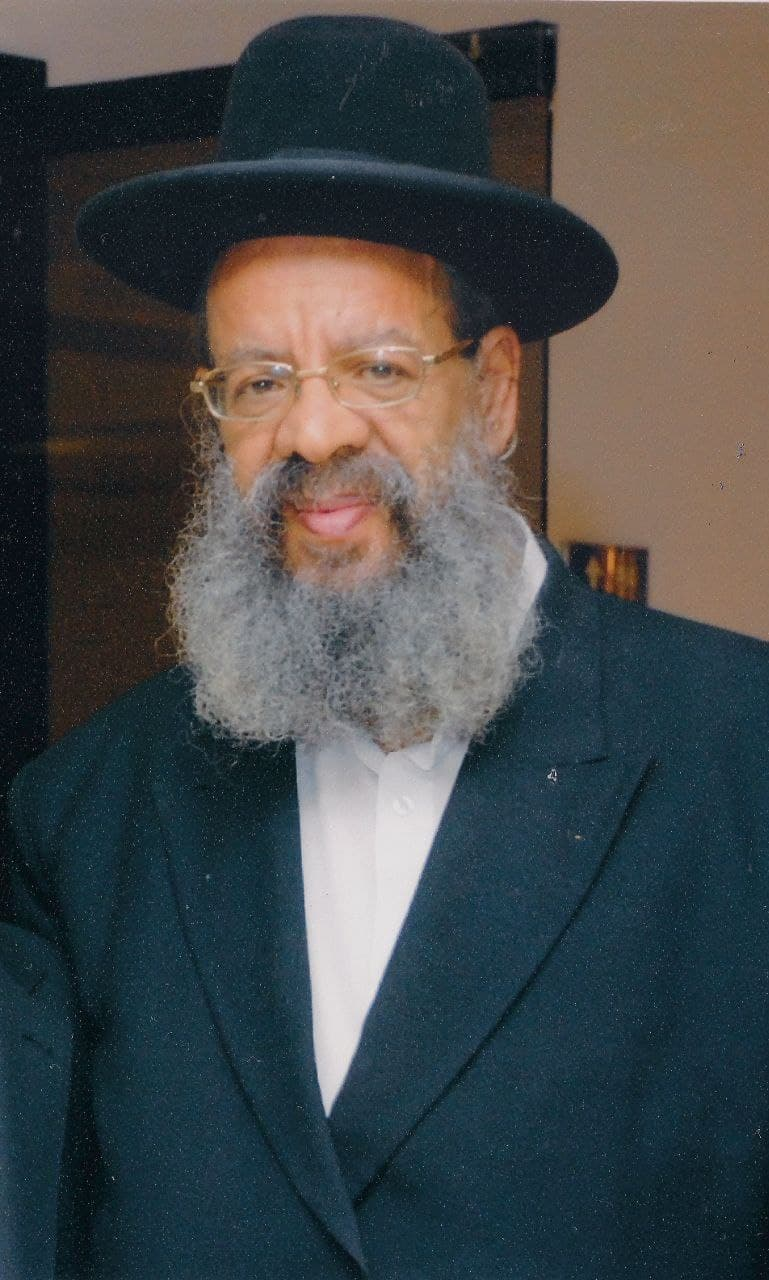
Arje Gamli’el, 2009

Arje Gamliʾel (hebräisch אריה גמליאל, * 11. März 1951 in Beʾer Scheva, Israel; † 6. August 2021 in Sderot) war ein israelischer Politiker der Schas-Partei, der von 1988 bis 2003 Mitglied der Knesset war.

## Biografie
Gamli’el besuchte eine Jeschiva in Rechovot und wurde zum Rabbiner ordiniert. Anschließend arbeitete er als Leiter einer Talmudhochschule in Sderot. Er war vom 29. Juli 1992 bis zum 9. September 1993 stellvertretender Minister für Bau- und Wohnungswesen, vom 13. August 1996 bis zum 22. August 1997 und vom 24. August 1997 bis zum 20. Januar 1998 sowie vom 25. Februar 1998 bis zum 6. Juli 1999 stellvertretender Minister für Dienstleistungen zur Religionsausübung.